# Lanneray
Lanneray és un municipi francès, situat al departament de l'Eure i Loir i a la regió de Centre – Vall del Loira. L'any 2007 tenia 541 habitants.

## Demografia

### Població
El 2007 la població de fet de Lanneray era de 541 persones. Hi havia 213 famílies, de les quals 50 eren unipersonals (27 homes vivint sols i 23 dones vivint soles), 74 parelles sense fills, 85 parelles amb fills i 4 famílies monoparentals amb fills.
La població ha evolucionat segons el següent gràfic:
Habitants censats

### Habitatges
El 2007 hi havia 272 habitatges, 221 eren l'habitatge principal de la família, 24 eren segones residències i 27 estaven desocupats. 269 eren cases i 3 eren apartaments. Dels 221 habitatges principals, 186 estaven ocupats pels seus propietaris, 27 estaven llogats i ocupats pels llogaters i 8 estaven cedits a títol gratuït; 1 tenia una cambra, 6 en tenien dues, 28 en tenien tres, 66 en tenien quatre i 120 en tenien cinc o més. 183 habitatges disposaven pel capbaix d'una plaça de pàrquing. A 77 habitatges hi havia un automòbil i a 134 n'hi havia dos o més.

### Piràmide de població
La piràmide de població per edats i sexe el 2009 era:
| Homes | Edats   | Dones |
| ----- | ------- | ----- |
| 1     | 95 o +  | 0     |
| 2     | 90 a 94 | 0     |
| 6     | 85 a 89 | 5     |
| 7     | 80 a 84 | 8     |
| 11    | 75 a 79 | 11    |
| 12    | 70 a 74 | 16    |
| 11    | 65 a 69 | 15    |
| 14    | 60 a 64 | 10    |
| 11    | 55 a 59 | 8     |
| 14    | 50 a 54 | 13    |
| 22    | 45 a 49 | 21    |
| 19    | 40 a 44 | 20    |
| 16    | 35 a 39 | 14    |
| 29    | 30 a 34 | 18    |
| 14    | 25 a 29 | 16    |
| 7     | 20 a 24 | 5     |
| 16    | 15 a 19 | 15    |
| 12    | 10 a 14 | 18    |
| 13    | 5 a 9   | 16    |
| 16    | 0 a 4   | 16    |

## Economia
El 2007 la població en edat de treballar era de 331 persones, 279 eren actives i 52 eren inactives. De les 279 persones actives 261 estaven ocupades (144 homes i 117 dones) i 19 estaven aturades (8 homes i 11 dones). De les 52 persones inactives 22 estaven jubilades, 15 estaven estudiant i 15 estaven classificades com a «altres inactius».

### Ingressos
El 2009 a Lanneray hi havia 226 unitats fiscals que integraven 567 persones, la mediana anual d'ingressos fiscals per persona era de 19.231 €.

### Activitats econòmiques
Dels 16 establiments que hi havia el 2007, 7 eren d'empreses de construcció, 4 d'empreses de comerç i reparació d'automòbils, 1 d'una empresa de transport, 1 d'una empresa d'hostatgeria i restauració, 1 d'una empresa financera, 1 d'una empresa de serveis i 1 d'una entitat de l'administració pública.
Dels 8 establiments de servei als particulars que hi havia el 2009, 1 era un paleta, 1 guixaire pintor, 3 lampisteries, 2 electricistes i 1 restaurant.
L'únic establiment comercial que hi havia el 2009 era una botiga de menys de 120 m².
L'any 2000 a Lanneray hi havia 19 explotacions agrícoles que ocupaven un total de 2.256 hectàrees.

## Equipaments sanitaris i escolars
El 2009 hi havia una escola elemental integrada dins d'un grup escolar amb les comunes properes formant una escola dispersa.

## Poblacions més properes
El següent diagrama mostra les poblacions més properes.